# کره‌وار
|       |  |    |
| کشیده |  | پَخ |

نسبت‌دهی نیم‌محورها بر روی یک کره‌گون. اگر c < a (سمت چپ) و اگر c > a (راست) متمایل است.

در هندسهٔ تحلیلی، کره‌وار (به انگلیسی: Spheroid)، یا بیضی‌وار دورانی (به انگلیسی: Ellipsoid of revolution)، حاصل دوران یک بیضی حول یکی از قطرهایش است.
کره‌وار را می‌توان حاصل کشیدن یا پخ کردن یک کره در راستای یکی از محورهای مختصات تصور کرد. کره‌وار حالت خاصی از بیضی‌وار، یک رویهٔ کران‌دار است و یکی از انواع رویه‌های درجهٔ دوم محسوب می‌شود.
این نوع شکل، گاهی با عنوان‌های دیگر نیز به کار می‌رود، مانند کره‌گون، گوی‌وار یا گوی‌گون که رواج کمتری دارند.

## معادلهٔ استاندارد
در دستگاه مختصات دکارتی، روش استاندارد نمایش کره‌وار با قطرهای {\displaystyle 2a} و {\displaystyle 2c} و با مرکز در مبدأ مختصات به صورت زیر است:
{\displaystyle {x^{2} \over a^{2}}+{y^{2} \over a^{2}}+{z^{2} \over c^{2}}=1}